# Atractia dispar
Atractia dispar är en tvåvingeart som beskrevs av Hermann 1912. Atractia dispar ingår i släktet Atractia och familjen rovflugor.
Artens utbredningsområde är Peru. Inga underarter finns listade i Catalogue of Life.